# Francis Ingleby
Pour les articles homonymes, voir Ingleby.
Francis Ingleby, né en 1551 dans le Yorkshire et mort le 3 juin 1586 à York en Angleterre, est un prêtre catholique anglais, accusé de trahison et exécuté sous le règne d'Élisabeth Ire.

## Biographie
Après des études au Brasenose College suivies d'études de droit au Inner Temple et achevées en 1576, Francis Ingleby exerce un temps la profession de juriste. En 1582 il abandonne sa carrière pour devenir prêtre catholique. Ne pouvant étudier la théologie catholique chez lui, pour échapper aux interdits frappant le catholicisme en Angleterre, il doit se rendre sur le continent. Il est inscrit au collège anglais de l'université de Reims. Il est finalement ordonné prêtre en 1583 à Laon. Ordonné une veille de Noël il retourne secrètement en Angleterre où il officie comme prêtre principalement dans la région du Yorkshire caché le plus souvent chez Margaret Clitherow.
Il est arrêté au printemps 1586. Le fait d'être en 1586 un prêtre catholique œuvrant dans le pays le condamne à mort selon les dispositions d'un acte du parlement de 1584 déclarant tous les jésuites et autres prêtres indésirables dans le royaume et leur donnant 40 jours pour quitter le pays sous peine de mort. Il subit le supplice réservé aux traîtres à savoir pendaison, éviscération et écartèlement.

## Vénération
Reconnu comme un martyr catholique, Francis Ingleby est béatifié en 1987 par le pape Jean-Paul II. Figurant dans la liste des martyrs de Douai il est aussi l'un des quatre-vingt-cinq martyrs d'Angleterre et de Galles béatifiés par ce dernier et vénéré par l'Église catholique le 26 février.